# Municipio de Citlaltépetl
El municipio de Citlaltepetl que significa "Cerro de la estrella", se encuentra en el estado de Veracruz en la sierra de Otontepec, es uno de los 212 municipios de la entidad y tiene su ubicación en la zona norte. Está ubicado en las coordenadas 21°20” latitud norte y 97°53” longitud oeste, y cuenta con una altura de 220 m s. n. m.

## Historia
Fue una población Huasteca; ahí los mexicas establecieron un enclave militar para mantener sometida a la región. En 1548 gobernó el Cacique Juan Felipe Tepemayuntentle.
El lugar fue una hacienda de la jurisdicción de Tántima. Por decreto del 12 de junio de 1872, se erige en municipio la congregación de San Nicolás Citlaltépetl, del cantón de Tampico. El decreto del 5 de noviembre de 1932 establece la denominación de la cabecera municipal a Citlaltépetl.
En 1872 se erige en la congregación de San Nicolás Xitlatépec.
En 1932 la cabecera Municipal de San Nicolás Xitlatépec, se denomina Citlaltépetl.
Evolución Demográfica
El municipio lo conforman 31 localidades en el censo mexicano de 2010, el municipio de Citlaltépetl registró una población de 11,081 habitantes que viven en 2771 hogares. La Encuesta Intercensal de 2015 estimó una población de 12,109 habitantes en Citlaltépetl, de los cuales el 82% informó ser de ascendencia indígena y el 5% informó ser de ascendencia africana. En el censo de 2010, 1955 personas o el 18% de la población de Citlaltépetl informaron hablar una lengua indígena, de las cuales 1887 hablaban náhuatl.
Sus límites son:
- Norte: Ozuluama.
- Sur: Tancoco.
- Sur: Sierra de Otontepec.
- Este: Tantima.
- Oeste: Chontla.

## Celebraciones
Citlaltépetl tiene sus celebraciones el día 3 de mayo con una feria en la ranchería de La Ceiba; el 10 de junio la feria de Corpus Christi, el 29 de junio la fiesta de San Pedro y San Pablo en la localidad de Las Sabinas. El 25 de julio se conmemora a Santiago apóstol, con la tradicional memoria de Fray Luis Julián Santiago, personaje ilustre del pueblo. El 10 de septiembre la feria regional de San Nicolás de Tolentino, patrono del municipio.

## Medio Físico

### Extensión
Tiene una superficie de 111.04 km², cifra que representa un 0.15% del total del Estado.

### Orografía
El Municipio se encuentra ubicado en la zona serrana del norte del estado, en las estribaciones de la Sierra de Otontepec.

### Hidrografía
Se encuentra regado por pequeños arroyos, entre los que destacan el Escribanillo, que es tributario del estero de Tópila y del río Pánuco. Cuenta con otros arroyos que alimentan a la laguna de Tamiahua.

### Clima
Su clima es cálido-extremoso con una temperatura promedio de 26.5 °C; su precipitación pluvial media anual es de 1 mil 600 mm.

### Ecosistemas
Los ecosistemas que coexisten en el municipio son el de vegetación de tipo perennifolia con vegetación secundaria; donde se desarrolla una fauna compuesta por poblaciones de mamíferos silvestres como conejos, liebres, mapaches, comadrejas,ardillas y tlacuaches.